# Filipe Escandurras
Filipe Escandurras, cantor e compositor.

## Carreira
Filipe Escandurras é compositor da música "Lepo Lepo", música cantada pelo Márcio Victor, através da banda Psirico, compôs a música "Fui Fiel", cantada por Pablo e Gusttavo Lima. A música "Tempo de Alegria", música de sua autoria foi cantada pela Ivete Sangalo, em DVD.
Virou uma peça de suma importância para o carnaval da Bahia, teve músicas gravadas pelo Luan Santana e compõe diversas que vai do axé ao sertanejo universitário.

## Álbum
- Vou Te Amar de Novo;
- É Só um Pagode (Trap): Quer Voar / 777-666 / É Sal / A Cara do Crime / Amor e Fé;
- É Só um Pagode (Piseiro): Volta Comigo Bb / Vou Falar Que Não Quero / Se For Amor / Rolê / Aquelas Coisas / Baby Me Atende / Esqueceu Foi Porra / Se Joga no Passinho;
- Pá Pá Pá

## Músicas
- Lepo Lepo;
- Tempode Alegria;
- Fui Fiel;
- Vem jogando essa raba